# السادة (بني سعد)

تعديل مصدري - تعديل

السادة هي إحدى قرى عزلة بني زيد بمديرية بني سعد التابعة لمحافظة المحويت، بلغ تعداد سكانها 477 نسمة حسب تعداد اليمن لعام 2004.